# Revolución Fiu
Revolución Fiu är en ort i Mexiko.   Den ligger i kommunen Aldama och delstaten Chiapas, i den sydöstra delen av landet, 700 km öster om huvudstaden Mexico City. Revolución Fiu ligger 2 128 meter över havet och antalet invånare är 406.
Terrängen runt Revolución Fiu är huvudsakligen kuperad, men norrut är den bergig. Runt Revolución Fiu är det ganska tätbefolkat, med 166 invånare per kvadratkilometer. Närmaste större samhälle är San Cristóbal de las Casas, 18,9 km söder om Revolución Fiu. Omgivningarna runt Revolución Fiu är en mosaik av jordbruksmark och naturlig växtlighet.